# Henri-Pons de Thiard de Bissy

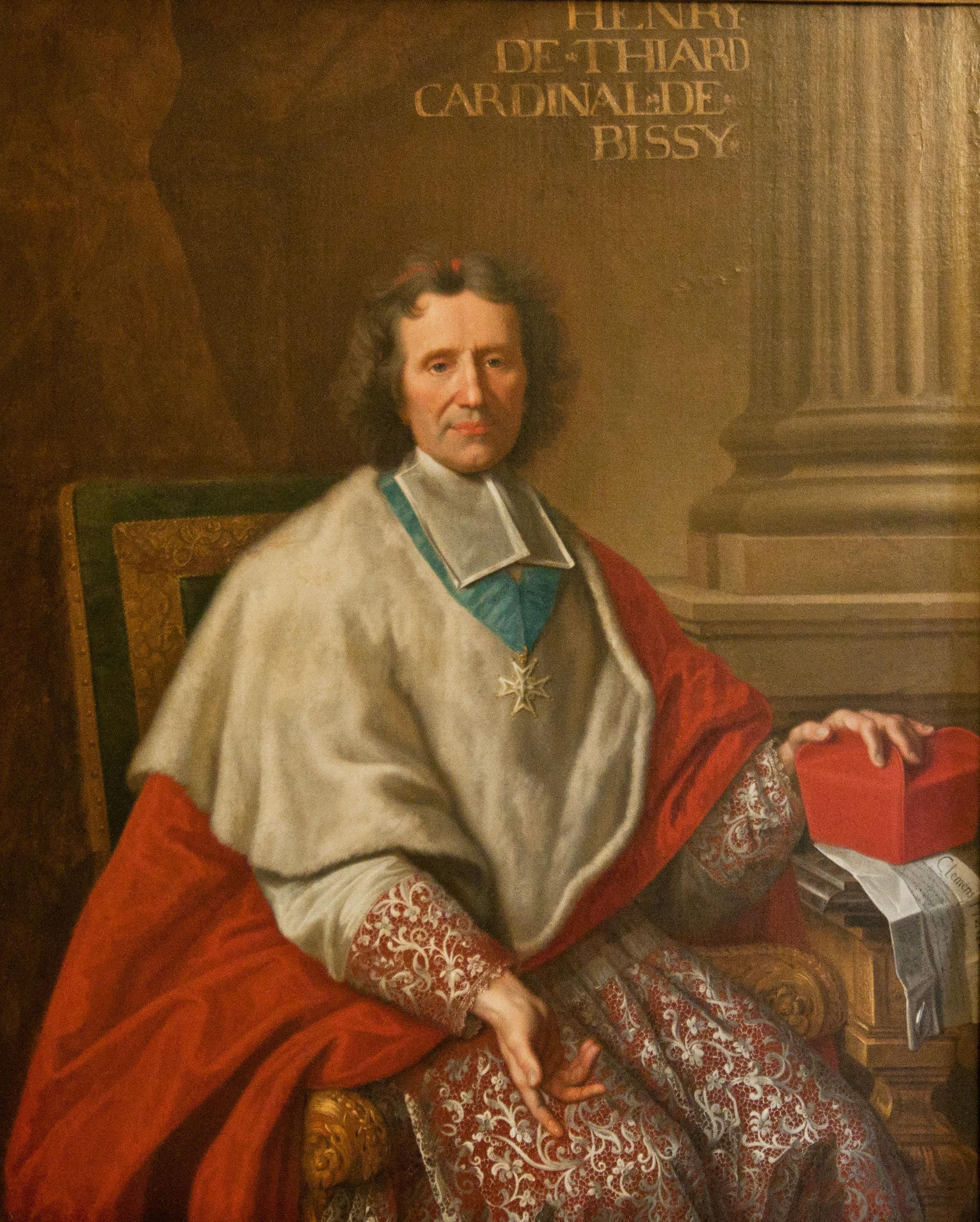
Henri Pons Kardinal de Thiard de Bissy (Ölgemälde vermutlich aus der Werkstatt von Hyacinthe Rigaud, 18. Jh.)

Kardinalswappen (Schema)

Henri-Pons de Thiard de Bissy (* 25. Mai 1657 in Pierre-de-Bresse; † 26. Juli 1737 in Paris) war Kardinal und nacheinander Bischof von Toul und Meaux.

## Werdegang
Er entstammte dem aquitanischen Geschlecht der Pons, studierte katholische Theologie in Paris und wurde am 10. März 1687 zum Fürstbischof von Toul ernannt. Wegen der anhaltenden Spannungen zwischen Rom und König Ludwig XIV. wurde seine Wahl erst 1692 bestätigt. Die Bischofsweihe spendete ihm in Paris am 24. August 1692 Hardouin Fortin de la Hoguette, Erzbischof von Sens. Mitkonsekratoren waren Louis de Thomassin, Bischof von Sisteron, und Armand de Chalucet, Bischof von Toulon. 1698 wurde er zum Erzbischof von Bordeaux ernannt, was er allerdings ablehnte. Hingegen war er mit einer Versetzung auf den Bischofsstuhl von Meaux am 9. Februar 1705 einverstanden. 1714 wurde er zudem Abt der Abtei Saint-Germain-des-Prés.
Im Konsistorium vom 29. Mai 1715 nahm Papst Clemens XI. ihn als Kardinalpriester in das Kardinalskollegium auf. Er nahm am Konklave von 1721 mit der Wahl von Innozenz XIII. teil, von dem der Kardinal im Juni 1721 den Kardinalshut und die Titelkirche Santi Quirico e Giulitta erhielt. Auch am Konklave 1724, bei dem Benedikt XIII. zum Papst gewählt wurde, sowie am Konklave von 1730, aus dem Clemens XII. als Papst hervorging, nahm er teil. 1730 wurde der Kardinal mit der Reform der Abtei von Cluny beauftragt. Thiard de Bissy war einer der führenden Kritiker der Jansenisten.
Er starb in St. Germain des Prés und wurde in der Kathedrale von Meaux beigesetzt.